# オンライン・コミュニケーション
インターネット・コミュニティまたはWebコミュニティ（internet community or web community）とも呼ばれるオンライン・コミュニティ（online community）オンライン・コミュニケーションは、メンバーが主にインターネットを介して相互に対話するコミュニティ/コミュニケーション。
オンラインとは、つまり（コンピューターで）端末（周辺）装置が、インターネット回線などで接続されていて、その制御下にあり、データのやりとりが即座に行える状態。またはインターネットなどのネットワークにつながっている状態のことであり、オンライン・コミュニケーションとは、そうした状態における個人または団体間で、情報を伝え、共有することである。
最近では、ソーシャル・ネットワーキング・サービス（いわゆるSNS）における、文字チャットやビデオチャット、またブログなどでの投稿のやりとりなども、広義にオンライン・コミュニケーションのひとつと捉えられている。
コミュニティのメンバーは通常、共通の利益を共有している。多くの人にとって、オンラインコミュニティは「目に見えない友達の家族」で構成され、家のように感じるかもしれずさらにこれらの「友達」はゲームコミュニティやゲーム会社を通じてつながることが可能。オンラインコミュニティに参加したい人は、通常、特定のサイトを介してメンバーになり、特定のコンテンツやリンクにアクセスする必要があるが、メディアライフが平均的な日に完全に統合されている今日の社会と経済においてオンラインコミュニティは本格的な文化に端を発している。オンラインコミュニティは、メンバーが投稿、ディスカッションへのコメント、アドバイス、コラボレーションを行うことができる情報システムとして機能でき、医療アドバイスや特定のヘルスケア研究も含まれる。一般的に、人々はソーシャルネットワーキングサイト、チャットルーム、フォーラム、電子メールリスト、およびディスカッション掲示板を介して通信し、日常のソーシャルメディアプラットフォームにも進んでいる。これには、 Facebook 、 Twitter 、 Instagramなどが含まれ、人々はビデオゲーム、ブログ、仮想世界を通じてオンラインコミュニティに参加する可能性があり、出会い系サイトや仮想世界で新しい大切な人と出会う可能性がある。 Web 2.0 Webサイトの人気の高まりにより、他のユーザーとのリアルタイムのコミュニケーションと接続が容易になり、情報を交換するための新しい方法の導入が容易になる。しかし、これらの相互作用はまた、社会的相互作用の衰退につながる可能性があり、他の人と話すより否定的で軽蔑的な形を堆積させる可能性もある。

### 掲示板

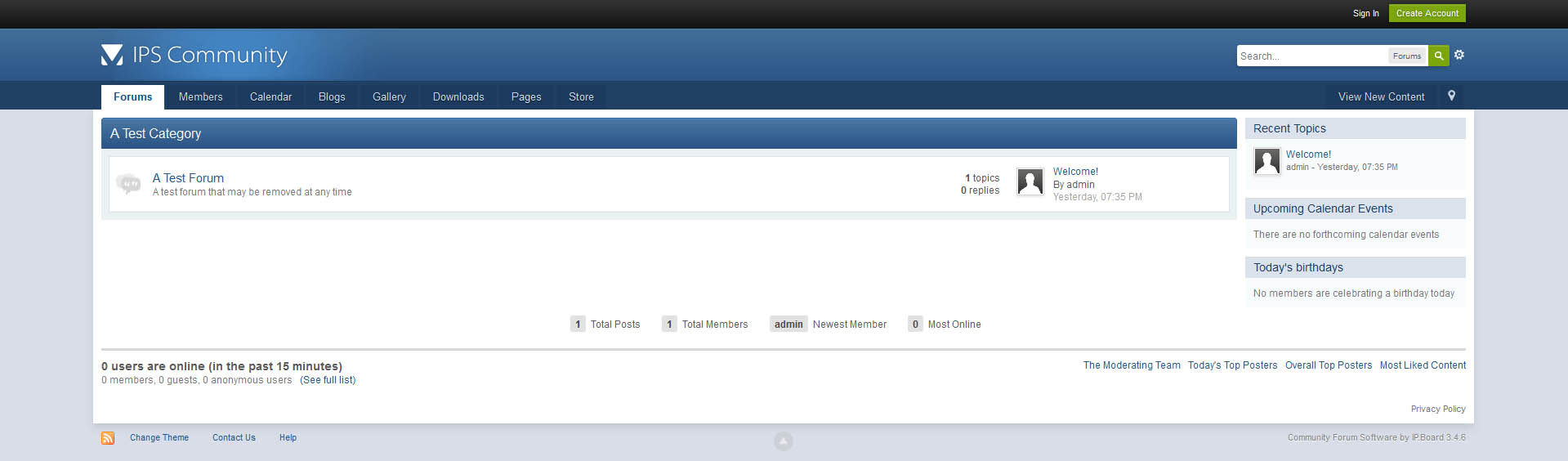
新しくインストールされたバージョンのIPB3.4.6のスクリーンショット